# Fuentes de los conventos de Madrid
Las fuentes de los conventos de Madrid, en España, son un conjunto ornamental en el interior de los diversos recintos religiosos conservados o perdidos, que entre el siglo xvi y el xix poblaron gran parte del espacio de la villa histórica, los arrabales y el perímetro exterior inmediato.

## En el plano de Teixeira

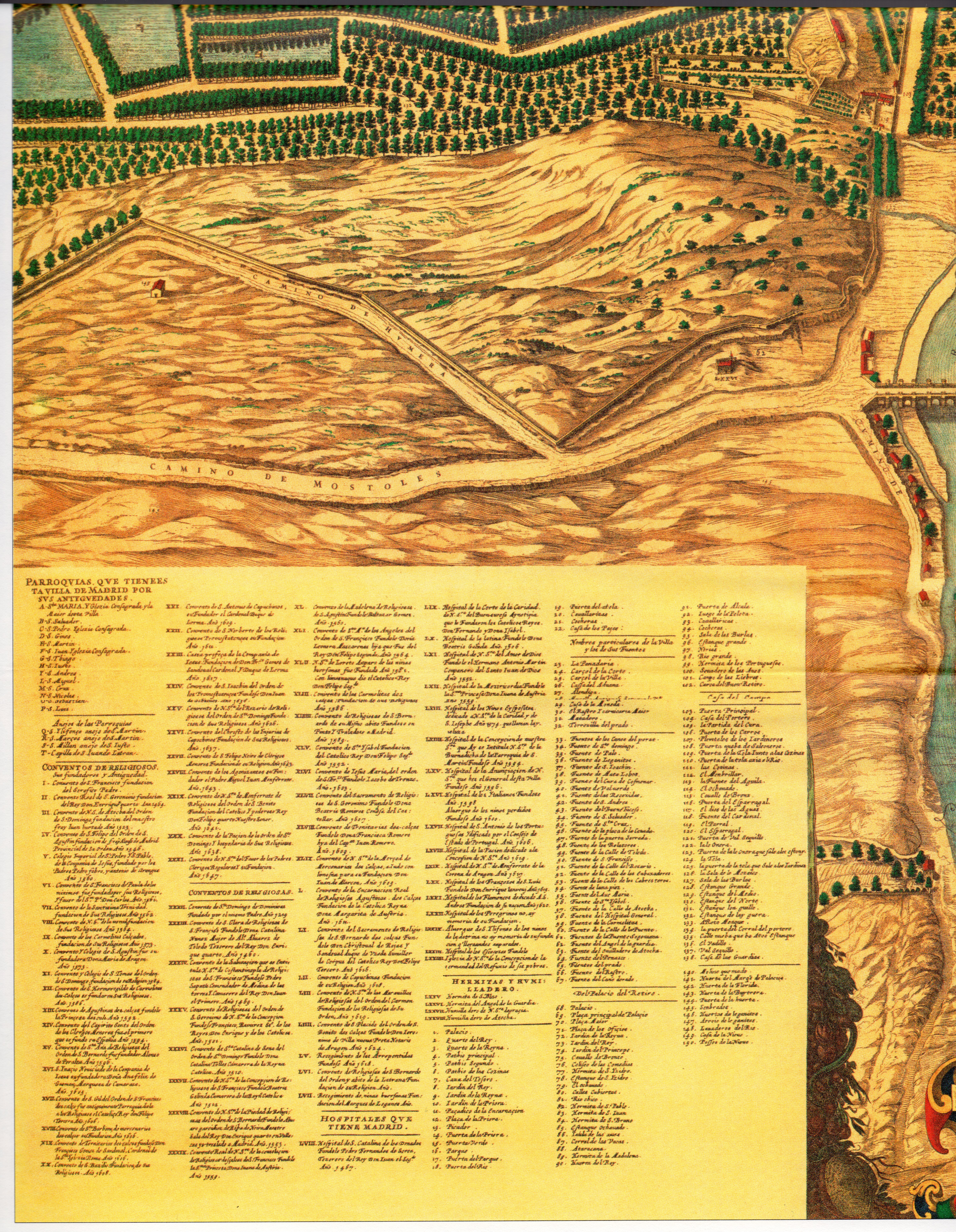
Cartela con la relación de parroquias, conventos, hospitales, ermitas, humilladeros, fuentes, etc., consignados en el Plano de Madrid de Teixeira, en el ángulo inferior izquierdo.

El cartógrafo portugués Pedro Teixeira en su «Mantua Carpetatorum sive Matritum Urbs Regia», dibujó de forma muy esquemática, alrededor de 200 fuentes dentro de recintos religiosos en el Madrid de 1656 (18 iglesias, 55 conventos y 14 hospitales o colegios religiosos). Un impresionante conjunto arquitectónico de templos, monasterios o conventos –en muchos casos dotados de huertos, jardines y claustros–, construidos a lo largo del siglo xvi y primera mitad del xvii, cuando la capitalidad de Madrid y su Corte, instalada en ella en 1561, atrajo la presencia e influencia en ella de las órdenes religiosas monásticas y sus «casas matrices». Congregaciones benedictinas, agustinas, carmelitas, dominicas, franciscanas, mercedarias o trinitarias, establecieron su singular demografía en edificios bien provistos de jardines y recogidos claustros con un pozo o una fuente. Sería difícil pretender dar cifras relacionadas, pues muchos de ellos han desaparecido demolidos por planes urbanísticos (como los del saneamiento de Madrid decididos por José Bonaparte), vendidos en transacciones de solares o desamortizados por la política progresista de la Ilustración a lo largo del siglo xix.
Algunos estudios comparados del plano de Pedro Teixeira, así como un minucioso repaso de sus detalles en edificios y solares religiosos (huertos, jardines y claustros), permiten un censo de fuentes representadas, unas desaparecidas otras conservadas o sustituidas, que unidas a las dibujadas en casas y palacios particulares alcanza la considerable cifra de más de 200 miniaturas de fuente con surtidor superior, además de las fuentes públicas, representadas también de forma esquemática pero con mayor mimo  y numeradas y detalladas en la 'cartela descriptiva'.

## Arquitectura del agua en clausuras
Modesto ejemplo de la arquitectura del agua con valor ornamental en los espacios recoletos o feraces de los recintos de clausura monástica, el rumor acuático protagonizó durante siglos la filosofía del retiro y el silencio en los abundantes y en varios casos imponentes conventos y monasterios de la Villa de Madrid. En su mayoría perdidas, entre las que se han conservado, reconstruido o sustituido pueden describirse:

### Fuente de las Descalzas Reales

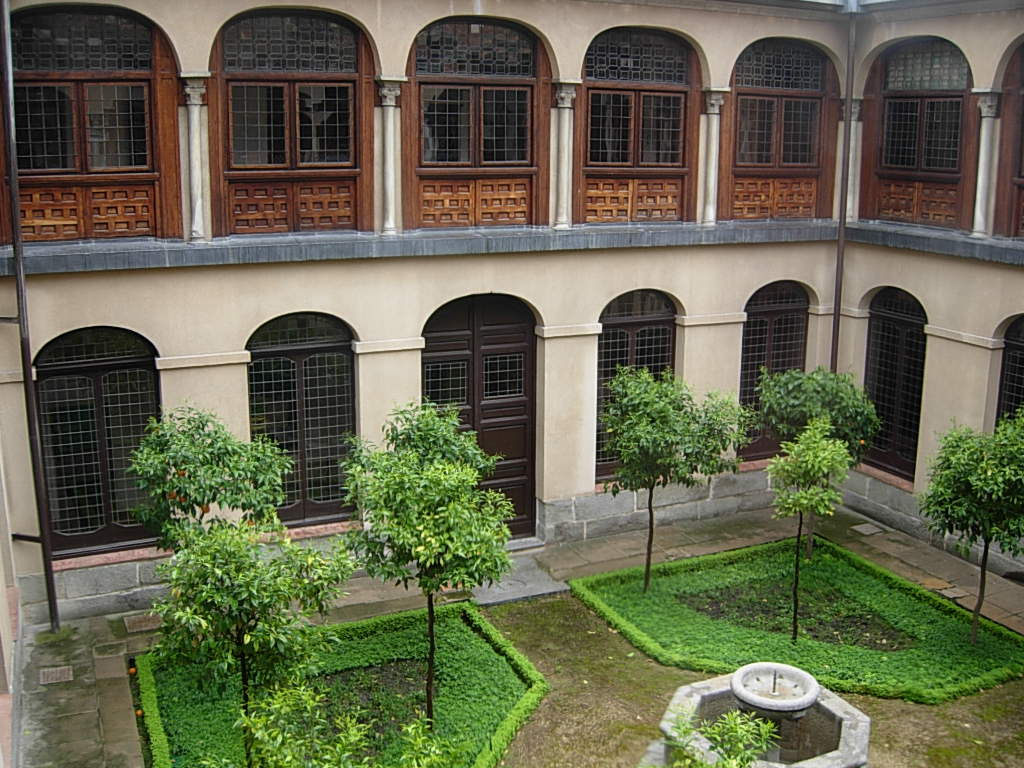
Fuente en el Claustro de la Clausura de las Descalzas Reales.

Dos son las fuentes que decoran los claustros del monasterio de las Descalzas Reales. En el Claustro de la Clausura, y rodeada por cuatro parterres, centra el espacio la taza circular de una fuente sobre una peana en el interior de un pequeño pilón octogonal levantado sobre una base de piedra que forma la misma figura geométrica. En el vecino patio enlosado, conocido como Claustro de los Capellanes, y cerrado a las visitas, hay otra fuente de granito con un pilón bajo en forma de estrella de ocho puntas.

### Fuente de la Salesas Reales
Junto al “Jardín de Secano”, en el Claustro Mayor del edificio que fuera en siglos anteriores convento de las Salesas Reales, hubo una fuente de mármol blanco con pilón de cuatro arcos, centrado por «una taza circular con un surtidor en forma de concha marina». La que en el siglo xxi puede verse es una copia, también en mármol, en el patio de los Naranjos del Tribunal Supremo.

### Fuente del convento de las Carboneras
En el centro del patio de la clausura del convento de las Carboneras del Corpus Christi, «fundado en el corazón del Madrid de los Austrias en 1607», se conserva un amplio pilón octogonal de granito, pero no queda rastro del supuesto surtidor ni su fuente, en cuyo lugar aparece una cruz de hierro sobre una breve columna. 

### Fuente del convento de Juan de Alarcón
Todo parece indicar que la fuente que se encuentra en el patio del colegio de la Madres Mercedarias de la madrileña calle de Valverde es la que antes estuvo en el convento de don Juan de Alarcón, nombre popular dado al convento de Nuestra Señora de la Concepción. Se trata de un conjunto de granito con pilón octogonal de asiento sobre una base de igual forma y una columna con plato circular sostenidos por una breve base cilíndrica.

### Fuente de la Encarnación
En la huerta ajardinada del Real Monasterio de la Encarnación, fundado a comienzos del siglo xvii, se conserva una pequeña fuente con un surtidor de alcachofa sobre dos cuerpos en cascada, en el centro de un gran estanque circular de unos tres metros y medio de diámetro.

### Fuente del convento de las Góngoras
Conocido –de forma harto confusa– como convento de «Las Góngoras», pero referido a Juan Jiménez de Góngora, uno de los patronos de la construcción, y no al poeta del siglo de Oro español que nombra la calle en que se encuentra (calle de Luis de Góngora números 5 y 7), tiene este complejo religioso una gran patio de clausura donde de conserva un pequeño y antiguo pilón de piedra «formado por cuatro semicírculos», y centrado por una peana y una taza circular, elevados sobre un pie hexagonal.

### Fuente del monasterio de Santa Isabel
En el gran patio de clausura del Real Monasterio de Santa Isabel, y por tanto cerrado al público, hay entre cuatro parterres ajardinados una fuente centrando su espacio rectangular. La foto del satélite permite distinguir un pilón con taza y surtidor, en un modesto conjunto circular.

### Fuente de la Hermandad del Refugio
El albergue de la primitiva Hermandad del Refugio, creado para los súbditos portugueses por Felipe III, cuando el reino de Portugal formaba parte del imperio español, y convertido luego en iglesia de San Antonio de los Alemanes tuvo en su patio una fuente de copa y estanque circulares, siguiendo el modelo tradicional de los claustros religiosos de Madrid. La fuente aparece dibujada por Teixeira en 1656, junto a dicha iglesia, en el recorrido de la corredera Baja de San Pablo.

## Modelos e interpretación
De entre los numerosos ejemplos de fuentes desaparecidas o quizá desplazadas puede proponerse la que Teixeira dibuja en el huerto trasero de la iglesia de San Andrés. El huerto dejó de existir, la iglesia y su solar pasaron desde su construcción entre 1642-1669 sucesivos cambios y accidentes. En el inicio del siglo xxi, el Ayuntamiento de Madrid colocó una fuente de estructura similar (quizá con elementos de la primitiva que estuvo en San Andrés, como algún pretil del pilón octogonal) en la que antes fuera plaza de los Carros.

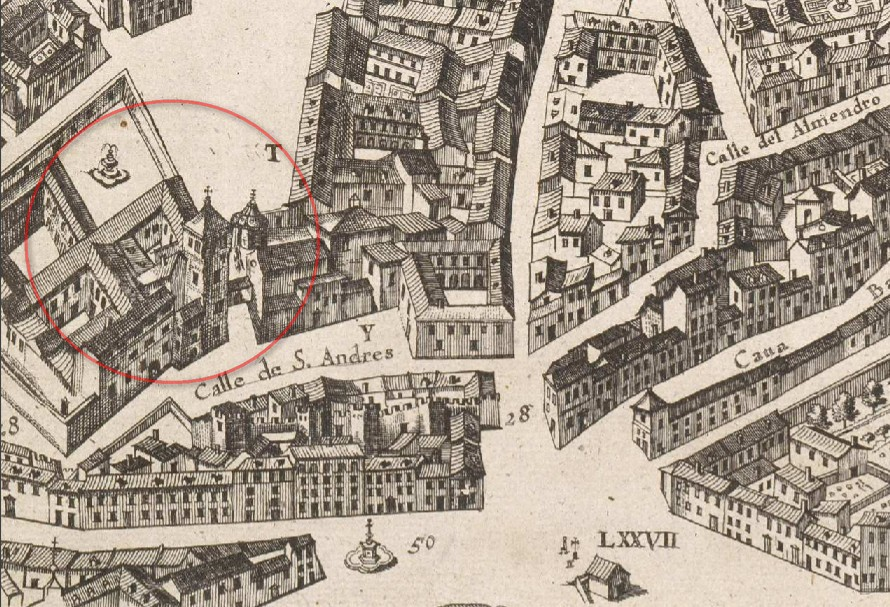
Detalle de la fuente en el huerto trasero de San Andrés (1656).
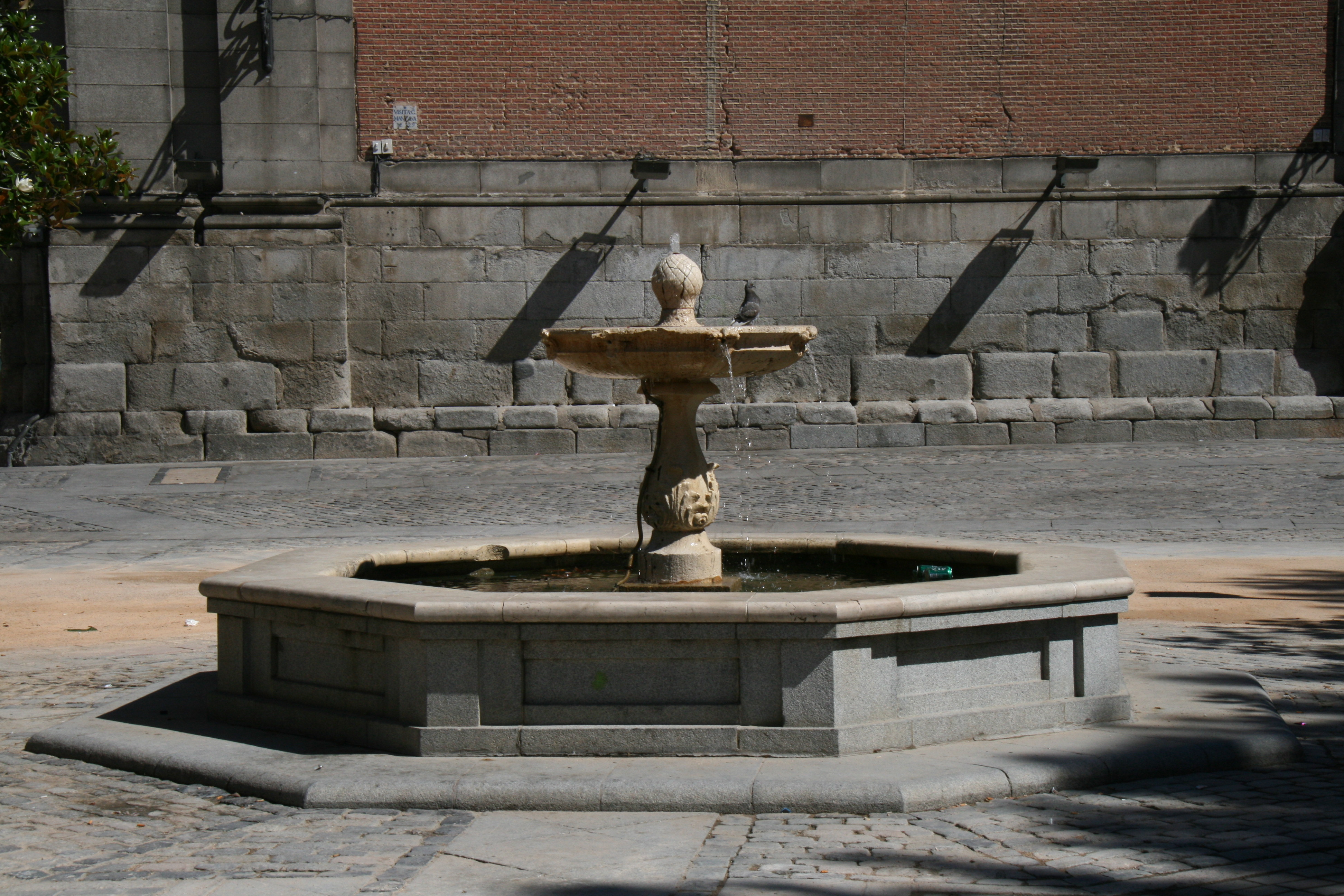
Fuente en el espacio peatonal de la antigua plaza de los Carros (2011).